# Lazor Wulf
Lazor Wulf è una serie televisiva animata statunitense del 2019, creata e diretta da Henry Bonsu e sviluppata da Daniel Weidenfeld.
Preceduto da un episodio pilota mai trasmesso, la serie è stata trasmessa per la prima volta negli Stati Uniti su Adult Swim dall'8 aprile 2019 all'11 gennaio 2021.
Il 7 novembre 2019, Adult Swim ha annunciato che ha rinnovato la serie per una seconda stagione.

## Trama
Un lupo con un laser e il suo branco di amici spensierati affrontano avventure nella comunità di Strongburg, una cittadina in cui fantasmi, criptidi, animali antropomorfi e divinità convivono e discutono sui migliori cereali per la colazione.

## Episodi
| Stagione         | Episodi | Prima TV USA | Prima TV Italia |
| ---------------- | ------- | ------------ | --------------- |
| Prima stagione   | 10      | 2019         | inedita         |
| Seconda stagione | 10      | 2020-2021    | inedita         |

## Personaggi e doppiatori

### Personaggi principali
- Lazor Wulf (stagioni 1-2), doppiato da Vince Staples.

Un lupo grigio con un laser sulla schiena. Solitamente è rilassato e segue molto il suo istinto, non pensando alle conseguenze. È un ammiratore del film Action Jackson e della serie televisiva Blue Bloods.
- Stupid Horse (stagioni 1-2), doppiato da J.D. Witherspoon.

Un amico di Lazor Wulf. Segue la banda ovunque vadano, causando disagio e infastidindoli. È energico e di solito viene distratto da ciò che lo circonda. Il suo vero nome è Montell Jordan, tuttavia i suoi amici lo chiamano Stupid Horse, un termine improprio poiché in realtà è un unicorno senza corno.
- Canon Wulf (stagioni 1-2), doppiato da Big E.

Il fratello di Lazor Wulf. È un lupo color verde acqua con una visiera, una catena e un cannone posto sulla schiena. Si dimostra molto aggressivo quando scopre di essere stato ingannato e non dà alcuna empatia riguardo ai suoi obiettivi. È il proprietario del Delicadanci, un club di pole dance. Adora mangiare i bastoncini di mozzarella e l'involtino di pizza con mais da Esther's. Non ha più rapporti con il padre da quando lo ha lasciato solo quando era piccolo.
- King Yeti (stagioni 1-2), doppiato da Andre Pascoe.

Un amico di Lazor Wulf. È una creatura arancione alta che indossa una tuta da ginnastica. Viene spesso visto con o in sella alla sua bicicletta futuristica, che adora. Quando parla fa spesso giochi di parole e discorsi intellettuali. Ha lasciato casa all'età di nove anni come rivelato dal padre stesso. 
- Blazor Wulf (stagioni 1-2), doppiato da Quinta Brunson.

La sorella di Lazor e Canon. Ha il pelo viola, indossa gli occhiali e possiede una fiammella su un dispositivo posto sulla schiena. Ha una personalità semplice e prende sul serio il suo lavoro, il che la rende antipatica agli occhi degli altri.

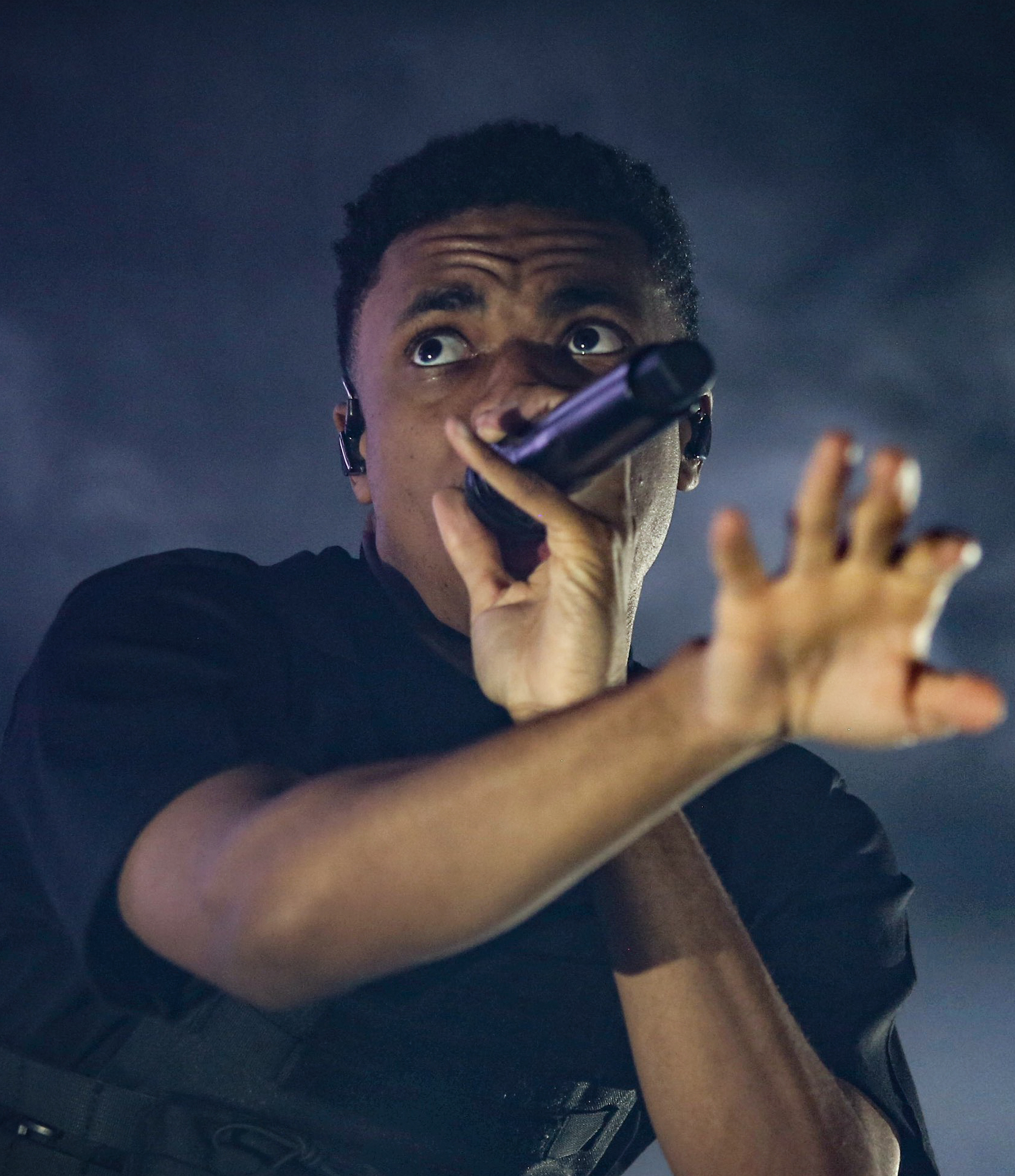
Vince Staples durante un concerto nel 2018
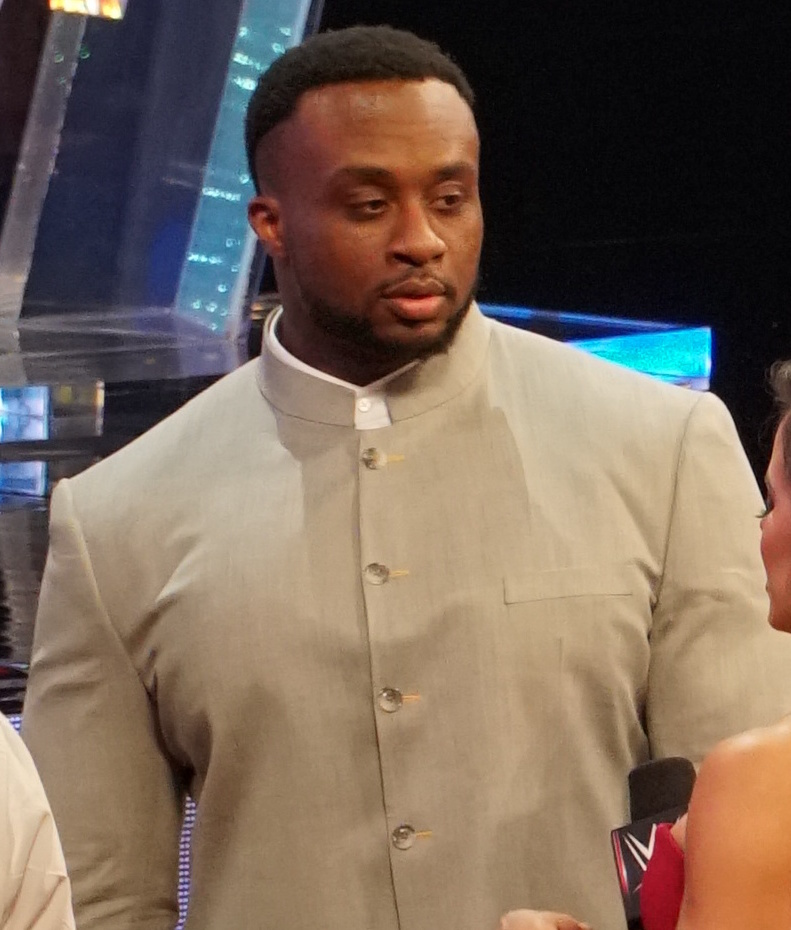
Big E nel 2018

### Personaggi ricorrenti
- Dio (stagioni 1-2), doppiato da Reginald VelJohnson.
- The Youth (stagioni 1-2), doppiato da Quinta Brunson.
- Wallace (stagioni 1-2), doppiato da DRAM.
- Jamantha (stagioni 1-2), doppiata da Judnick Mayard.
- Ralph Macchio (stagioni 1-2), doppiato da Henry Bonsu.
- Lamont Brickwater (stagioni 1-2), doppiato da Tunde Adebimpe.
- Sindaco Webb (stagioni 1-2), doppiato da Carl Jones.

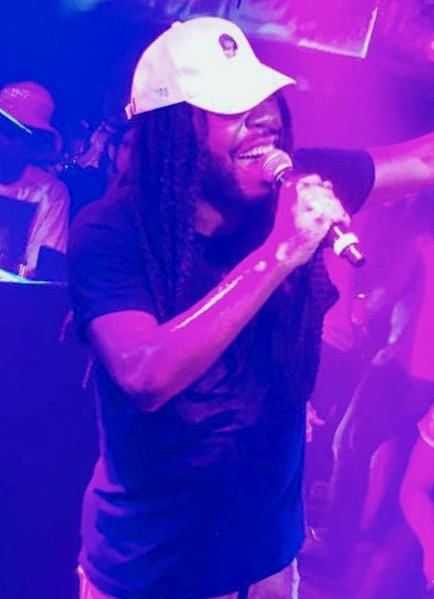
DRAM durante un concerto nel 2016

### Personaggi secondari
- Esther (stagioni 1-2), doppiata da kittie KaBoom.
- Florence (stagioni 1-2), doppiata da kittie KaBoom.
- Luna (stagioni 1-2), doppiata da Giana Lawrence.
- Matilda (stagioni 1-2), doppiata da Giana Lawrence (st. 1) e Amber Bickham (st. 2).
- Kim (stagioni 1-2), doppiata da Dawn Jefferson.
- Keisha (stagione 2), doppiata da Ellington Wells.
- Pam (stagione 2), doppiata da Cree Summer.

## Produzione

### Ideazione e sviluppo

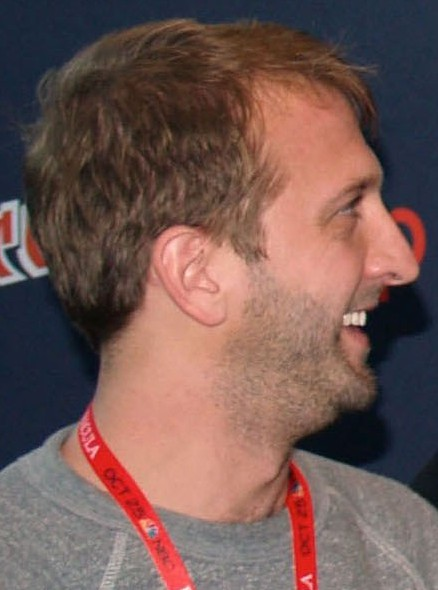
Daniel Wdeidenfeld ha sviluppato Lazor Wulf

Originariamente creata come fumetto online su Tumblr nel 2013, la serie è stata sviluppata tre anni dopo sotto forma di episodio pilota. L'idea di Henry Bonsu si è sviluppata sulle vicende dello stesso creatore e dei suoi due amici, basandosi sulle recensioni satiriche di Amazon e sui meme riguardo alla maglietta Three Wolf Moon. Bonsu iniziò a raccontare le storie di un lupo con un laser (da cui prende il titolo della serie), con la caratteristica unica che ogni striscia avrebbe presentato una diversa interpretazione del design dei personaggi. Dal momento in cui Adult Swim ha ordinato la produzione di Lazor Wulf, hanno cercato di unire le caratteristiche del fumetto per reinventarlo in una serie animata.

### Stile e animazione
Durante lo sviluppo della serie, Lazor Wulf è stato pre-prodotto a Los Angeles e animato ad Atlanta dagli studi della Bento Box Animation. L'animazione della serie, descritta in modo similmente a serie come The Jellies!, China, IL, Stone Quackers e Lucas Bros. Moving Co., ha una qualità dadaista.

## Distribuzione

### Trasmissione internazionale
- 8 aprile 2019 negli Stati Uniti d'America su Adult Swim;[6]
- 8 aprile 2019 in Canada su Adult Swim;[6]
- 25 dicembre 2019 in Russia su 2x2;
- 18 settembre 2020 in Africa su Showmax.[7]